# کولوت (منطقهٔ مسکونی)
کولوت (به صربی: Kolut) یک منطقهٔ مسکونی در صربستان است که در Sombor District واقع شده‌است. کولوت ۱٬۷۱۰ نفر جمعیت دارد.